# Aleksandr Maksimenkov
Aleksandr Ivanovitch Maksimenkov (en russe : Александр Иванович Максименков), né le 17 août 1952 à Potchinok, dans l'oblast de Smolensk et décédé le 7 septembre 2012 à Moscou, est un footballeur international soviétique, reconverti en entraîneur.

## Palmarès
Dynamo Moscou
- Champion d'Union soviétique au  printemps 1976.
- Vainqueur de la Coupe d'Union soviétique en 1977.
- Finaliste de la Coupe d'Union soviétique en 1979.